# AmBank Tower
L'AmBank Tower est un gratte-ciel de 210 mètres construit en 1998 à Kuala Lumpur en Malaisie.